# Ilija Djakov
Ilija Djakov (bolgárul: Илия Дяков, Dobrics, 1963. szeptember 29. – ) bolgár válogatott labdarúgó.

## Pályafutása

### Klubcsapatban
Pályafutása során a Dobrudzsa Dobrics (1983–86, 1988–89), a CSZKA Szofija (1986–88) és a Szlavija Szofija (1989–91) csapatában játszott. A CSZKA Szofija tagjaként 1987-ben bajnoki címet szerzett és megnyerte a bolgár labdarúgókupát.

### A válogatottban
1985 és 1986 között 5 alkalommal szerepelt a bolgár válogatottban. Részt vett az 1986-os világbajnokságon, de nem kapott lehetőséget egyetlen mérkőzésen sem.

## Sikerei, díjai
CSZKA Szofija
- Bolgár bajnok (1): 1986–87
- Bolgár kupagyőztes (1): 1986–87